# Anes Krdžalić
Anes Krdžalić, né le 28 août 2004 à Doboj en Bosnie-Herzégovine, est un footballeur bosnien qui évolue au poste de milieu défensif au FK Sarajevo.

## Biographie

### En club
Né à Doboj en Bosnie-Herzégovine, Anes Krdžalić est formé par le Dinamo Zagreb, en Croatie. Il rejoint en janvier 2023 le NK Kustošija (en) mais il est directement prêté à l'Olimpija Ljubljana jusqu'à la fin de la saison.
Il joue son premier match en professionnel avec ce club, le 11 février 2023, lors d'une rencontre de championnat face au NK Bravo. Titulaire, il marque également son premier but en professionnel sur une frappe lointaine. Il contribue ainsi à la victoire de son équipe (2-1 score final).
Il contribue au sacre de son équipe lors de la saison 2022-2023, l'Olimpija Ljubljana étant sacré Champion de Slovénie.
Lors de l'été 2023, Anes Krdžalić fait son retour au Dinamo Zagreb. Le transfert est annoncé le 21 juin 2023 et il signe un contrat courant jusqu'en juin 2026,.

### En sélection
Anes Krdžalić représente l'équipe de Bosnie-Herzégovine des moins de 18 ans. Il joue un total de deux matchs, tous en 2021.
Krdžalić joue son premier match avec l'équipe de Bosnie-Herzégovine espoirs le 25 novembre 2022, lors d'un match amical contre la Bulgarie. Il entre en jeu et son équipe s'impose (0-3 score final).

### Palmarès
Olimpija Ljubljana
- Championnat de Slovénie (1) :
  - Champion : 2022-23.